# نادي مولودية مراكش
 نادي مولودية مراكش  نادي رياضي مغربي من مدينة مراكش يمارس في دوري الدرجة الرابعة المغربي.